# Arabský pohár v ledním hokeji 2008
Arab Cup 2008 byl první ročník turnaje národních družstev v ledním hokeji, který se uskutečnil od 16. do 20. června 2008 v Abú Zabí ve Spojených arabských emirátech za účasti čtyř zemí. Vítězství si připsali domácí hráči Spojených arabkých emirátů před hráči Kuvajtu a hráči Maroka.

## Výsledky

### Základní skupina
|     |          | SAE | Kuvajt | Maroko | Alžírsko | V | VP | PP | P | VG | OG | B |
| SF1 | SAE      | *** | 4:3    | 9:0    | 6:2      | 2 | 1  | 0  | 0 | 19 | 5  | 6 |
| SF2 | Kuvajt   | 3:4 | ***    | 6:3    | 8:2      | 2 | 0  | 1  | 0 | 17 | 9  | 5 |
| SF2 | Maroko   | 0:9 | 3:6    | ***    | 9:6      | 1 | 0  | 0  | 2 | 12 | 21 | 2 |
| SF1 | Alžírsko | 2:6 | 2:8    | 6:9    | ***      | 0 | 0  | 0  | 3 | 10 | 23 | 0 |

### Play - off
|  | 1. semifinále | SAE    | 10:4 | Alžírsko |
|  | 2. semifinále | Kuvajt | 9:0  | Maroko   |

### Zápasy o 1. - 4. místo
|    | Finále     | SAE    | Kuvajt   |
| 1. | SAE        | ***    | 4:1      |
| 2. | Kuvajt     | 1:4    | ***      |
|    | o 3. místo | Maroko | Alžírsko |
| 3. | Maroko     | ***    | 7:5      |
| 4. | Alžírsko   | 5:7    | ***      |